# Decamastus nudus
Decamastus nudus är en ringmaskart som beskrevs av Thomassin 1970. Decamastus nudus ingår i släktet Decamastus, och familjen Capitellidae. Inga underarter finns listade i Catalogue of Life.